# Дражня (Гомельская область)
Дражня (бел. Дра́жня) — деревня в Красновском сельсовете Светлогорского района Гомельской области Республики Беларусь.

## География

### Расположение
В 47 км на северо-запад от Светлогорска, в 24 км от железнодорожной станции Мошны (на ветке Бобруйск — Рабкор от линии Осиповичи — Жлобин), 117 км от Гомеля.

## Транспортная сеть
На автодороге Бобруйск — Речица. Планировка состоит из короткой прямолинейной широтной улицы, застроенной двусторонне деревянными усадьбами.

## История
Выявленное археологами поселение в 0,5 км на запад от деревни, на левом берегу безымянной реки (приток реки Березины), в урочище Липовый Бугор, свидетельствует, о том что его жители находились в зоне контактов с племенами зарубинецкой и штрихованной керамики культур.
Современная деревня согласно письменным источникам известна с XIX века как селение в Паричской волости Бобруйского уезда Минской губернии. В 1879 году обозначена в числе селений Королёвослободского церковного прихода. В 1917 году работало народное училище.
С 24 сентября 1926 года до 16 июля 1954 года центр Королёвослободского сельсовета Паричского района Бобруйского округа (до 26 июля 1930 года), с 20 февраля 1938 года Полесской, с 8 января 1954 года Гомельской областей. В 1930 году организован колхоз. Во время Великой Отечественной войны в ноябре 1943 года оккупанты полностью сожгли деревню и убили 27 жителей.

## Население

### Численность
- 2021 год — 5 жителей

### Динамика
- 1897 год — 34 двора, 236 жителей (согласно переписи)
- 1917 год — 250 жителей
- 1925 год — 47 дворов
- 1940 год — 52 двора
- 1959 год — 148 жителей (согласно переписи)
- 2004 год — 10 хозяйств, 13 жителей
- 2021 год — 5 жителей

## Достопримечательность
- Селище периода раннего железного века —  Историко-культурная ценность Республики Беларусь, шифр 313В000753